# Cumméne Find
Cumméne Find (mort le 24 février 669 ecclésiastique irlandais qui fut abbé d'Iona de 657 à 669.

## Origine
Le nom du père de Cumméne est rapporté sous différentes formes Arnane, Dinertach ou Fiachna. Il est cependant de la parenté directe de Colomba d'Iona, comme neveu de l'abbé Ségéne mac Fiachra et petit-neveu de l'abbé Laisrén mac Feradach qui ont servi comme moines pendant l'abbatiat de Colomba. Son surnom de « Find » signifie  « Beau » alternativement Adomnan et d'autres auteurs le surnomment « Albus » c'est-à-dire  « Blanc ».

## Abbé
Cumméne devient  7e abbé d'Iona comme successeur de Suibhne moccu Fir Thrí c'est sous son abbatiat qu'éclate en Northumbrie la dispute entre les tenants du christianisme irlandais qui prévaut à l'abbaye d'Iona et à Lindisfarne et le parti mené par Wilfrid qui soutient les pratiques liturgiques de l'église romaine et qui s'achève par leur confrontation au synode de Whitby en 664.  L'évêque Finan de Lindisfarne meurt en 661 et Cumméne envoie à Lindisfarne Colman un membre de sa communauté pour lui succéder. Le roi Oswiu de Northumbrie tranche finalement en faveur des arguments du parti de Wilfrid favorable au catholicisme romain. Cette décision est catastrophique à long terme pour l'abbaye d'Iona qui perd son influence sur les églises du nord et des midlands de l'Angleterre. Cumméne est également l'auteur d'un ouvrage « De uirtutibus sancti Columbae » c'est-à-dire: Des pouvoirs de Saint Colomba, qui n'est connu que par les passages repris dans la « Vita de Colomba » rédigée par Adomnan d'Iona. Cumméne évoque particulièrement les relations du saint avec le roi de Dal Riada Áedán mac Gabráin et ses successeurs et il se réfère aux récents désastres qui ont frappé le royaume sous le règne de Domnall Brecc. Cumméne relate aussi son voyage en Irlande en 661 lorsqu'il visite le monastère colombanien de Île de Rathlin. Il meurt en 669 peut-être victime de la grande épidémie de peste de 664/668. Il a comme successeur Failbe mac Pipan Sa fête est célébrée le 24 février.

## Article lié
- Abbaye d'Iona

## Liens
- Notice dans un dictionnaire ou une encyclopédie généraliste :   - Oxford Dictionary of National Biography